# Thalassomedon
Thalassomedon („vládce moře“) byl rod dlouhokrkého mořského plaza z kladu Plesiosauria a konkrétněji z čeledi Elasmosauridae, žijícího počátkem období pozdní křídy (geologický věk cenoman) v oblasti dnešních Spojených států amerických. Mezi nejbližší vývojové příbuzné tohoto druhu patřil rod Elasmosaurus.

## Historie a popis

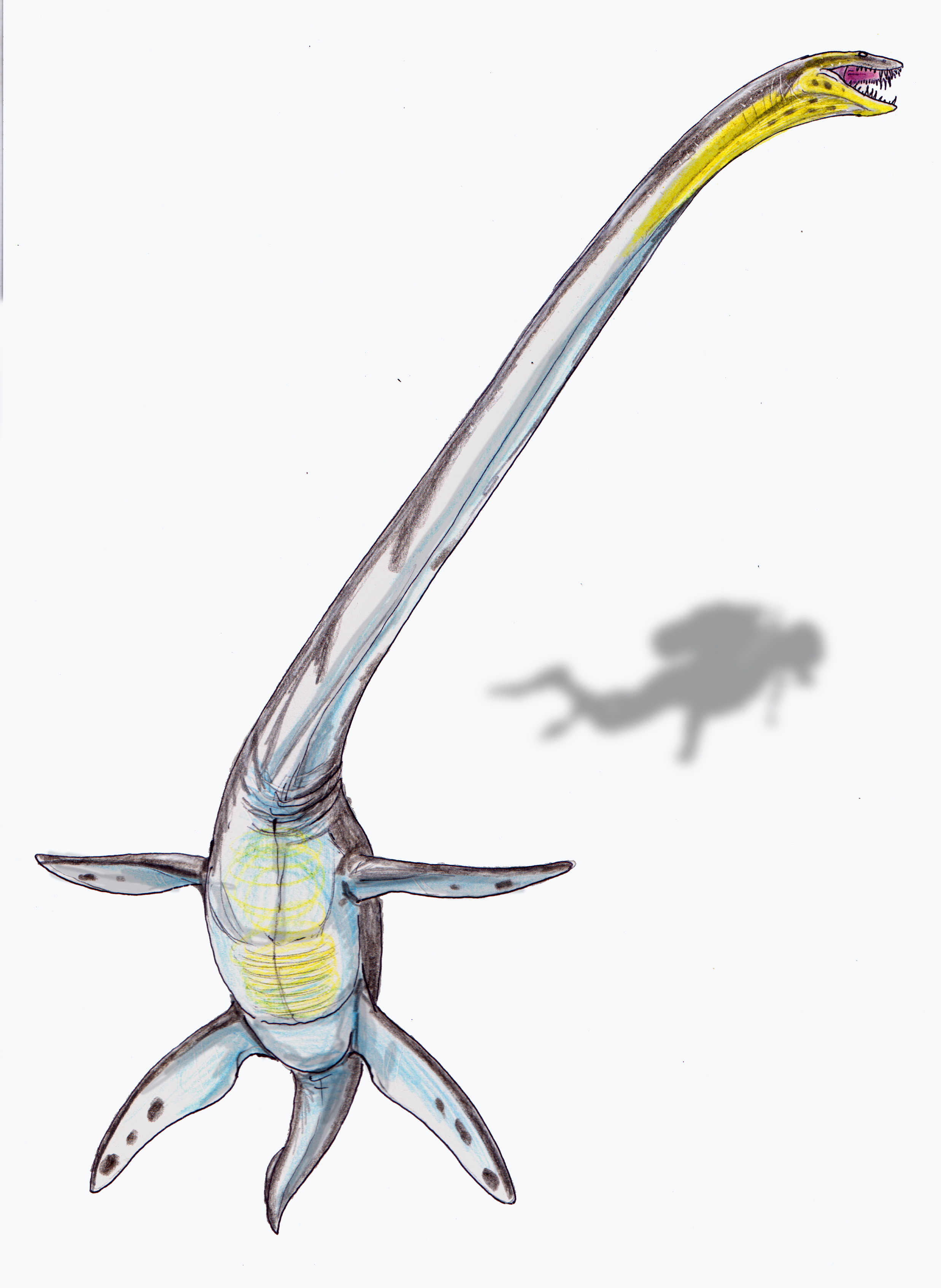
Thalassomedon haningtoni - rekonstrukce přibližného vzezření.

Druh T. haningtoni byl formálně popsán paleontologem Samuelem Wellesem v roce 1943. Jednalo se o velkého plesiosaura, typový exemplář měří na délku 10,86 metru. Existují i fragmentární fosilie o trochu většího exempláře, dosahujícího patrně délky 11,7 metru. Krk je u holotypu dlouhý 5,9 metru a cervikální páteř měří u holotypu 5,9 metru. Lebka je dlouhá 47 cm a zuby dosahují délky 5 cm. Ploutve byly dlouhé asi 1,5 až 2 metry. V trávicí soustavě byly objeveny gastrolity (trávicí kameny), které tomuto mořskému dravci pomáhaly mechanicky rozmělňovat pozřenou potravu.
V roce 2021 byla publikována odborná studie o stavbě lebky a taxonomii tohoto plesiosaura, na níž se podílel i český paleontolog Daniel Madzia.